# تشارلز تاونسند (دراج)
تشارلز تاونسند (بالإنجليزية: Charles Townsend)‏ هو دراج أمريكي، ولد في 25 يناير 1967 في كانساس سيتي في الولايات المتحدة.